# Bulgarischer Fußballpokal 2020/21
Der Bulgarischer Fußballpokal 2020/21 war die 81. Austragung des Pokalwettbewerbs im Fußball in Bulgarien. Pokalsieger wurde ZSKA Sofia. Das Team setzte sich im Finale gegen Arda Kardschali durch. Durch den Sieg qualifizierte sich ZSKA für die 2. Qualifikationsrunde der UEFA Europa Conference League 2021/22.

## Modus
Bis zum Viertelfinale und im Finale wurden die Begegnungen in einem Spiel entschieden. Bei unentschiedenem Ausgang gab es eine Verlängerung von zweimal 15 Minuten und gegebenenfalls ein Elfmeterschießen.
Im Halbfinale wurde der Sieger in Hin- und Rückspiel ermittelt. Bei Torgleichheit entschied zunächst die Anzahl der auswärts erzielten Tore, danach eine Verlängerung und falls erforderlich ein Elfmeterschießen.

## Teilnehmer
| Parwa liga (14) | Wtora liga (16) | Regionalcup (16) |
| --- | --- | --- |
| - Arda Kardschali - Beroe Stara Sagora - Botew Plowdiw - FC Botew Wraza - SFK Etar Weliko Tarnowo - Lewski Sofia - Lokomotive Plowdiw - Ludogorez Rasgrad - PFK Montana - Slawia Sofia - Tscherno More Warna - Zarsko Selo Sofia - ZSKA Sofia - ZSKA 1948 Sofia | - PFC Dobrudscha Dobritsch - FC Hebar Pasardschik - Jantra Gabrowo - Kariana Erden - Litex Lowetsch - Lok Gorna Orjachowiza - Lokomotive Sofia - Minjor Pernik - Neftochimik Burgas - Pirin Blagoewgrad - Septemwri Simitli - Septemwri Sofia - FC Sosopol - FK Sportist Swoge - Strumska Slawa Radomir - Witoscha Bistriza | Nordwest Gruppe: - FC Drenowez (III) - Partizan Tscherwen Brjag (III) - FC Sewliewo (III) - Tschawdar Trojan (IV) Nordost Gruppe: - FC Dunaw Russe (III) - Spartak Warna (III) - Tschernomorez Baltschik (III) - Swetkawiza Targowischte (III) Südwest Gruppe: - Belasiza Petritsch (III) - FK Botew Ichtiman (III) - Nadeschda Dobroslawzi (III) - Oborischte Panagjurischte (III) Südost Gruppe: - Iswor Gorski Iswor (IV) - Rodopa Smoljan (III) - Sagorez Nowa Sagora (III) - Sweti Nikola Burgas (IV) |

## Vorrunde
Teilnehmer: 15 Zweitligisten und 16 Sieger des regionalen Amateurwettbewerbs, davon erhielt Partizan Tscherwen Brjag ein Freilos für diese Runde.
| Datum      |                                 | Ergebnis |                               |
| ---------- | ------------------------------- | -------- | ----------------------------- |
| 29.09.2020 | Spartak Warna (III)             | 2:1      | Lokomotive Sofia (II)         |
| 29.09.2020 | Sagorez Nowa Sagora (III)       | 2:1      | FC Hebar Pasardschik (II)     |
| 29.09.2020 | Rodopa Smoljan (III)            | 0:2      | Pirin Blagoewgrad (II)        |
| 30.09.2020 | Tschawdar Trojan (IV)           | 0:4      | Kariana Erden (II)            |
| 30.09.2020 | Tschernomorez Baltschik (III)   | 1 w.o. 1 | Witoscha Bistriza (II)        |
| 30.09.2020 | FK Botew Ichtiman (III)         | 2:0      | Neftochimik Burgas (II)       |
| 30.09.2020 | FC Sewliewo (III)               | 6:0      | Lok Gorna Orjachowiza (II)    |
| 30.09.2020 | Nadeschda Dobroslawzi (III)     | 2:1      | Minjor Pernik (II)            |
| 30.09.2020 | Iswor Gorski Iswor (IV)         | 4:2      | Septemwri Simitli (II)        |
| 30.09.2020 | Oborischte Panagjurischte (III) | 1:0      | PFC Dobrudscha Dobritsch (II) |
| 30.09.2020 | Swetkawiza Targowischte (III)   | 1:4      | FC Sosopol (II)               |
| 30.09.2020 | FC Drenowez (III)               | 2:1      | Strumska Slawa Radomir (II)   |
| 30.09.2020 | FC Dunaw Russe (III)            | 0:2      | Jantra Gabrowo (II)           |
| 01.10.2020 | Sweti Nikola Burgas (III)       | 0:4      | FK Sportist Swoge (II)        |
| 01.10.2020 | Belasiza Petritsch (IV)         | 1:0      | Litex Lowetsch (II)           |
|            | Partizan Tscherwen Brjag (III)  | Freilos  |                               |

## 1. Runde
Teilnehmer: Die 16 Sieger der Vorrunde, alle 14 Erstligisten und mit Septemwri Sofia ein weiterer Zweitligist. Der Sieger aus der Vorrundenpartie zwischen Belasiza Petritsch und Litex Lowetsch erhielt für diese Runde ein Freilos.
| Datum      |                                 | Ergebnis              |                             |
| ---------- | ------------------------------- | --------------------- | --------------------------- |
| 20.10.2020 | Kariana Erden (II)              | 0:1                   | Zarsko Selo Sofia (I)       |
| 21.10.2020 | Partizan Tscherwen Brjag (III)  | 1:4                   | Lewski Sofia (I)            |
| 21.10.2020 | FC Sewliewo (III)               | 1:5                   | Slawia Sofia (I)            |
| 21.10.2020 | Iswor Gorski Iswor (IV)         | 1:2                   | PFK Montana (I)             |
| 21.10.2020 | Jantra Gabrowo (II)             | 1:6                   | Tscherno More Warna (I)     |
| 21.10.2020 | FC Drenowez (III)               | 0:6                   | ZSKA 1948 Sofia (I)         |
| 21.10.2020 | Pirin Blagoewgrad (II)          | 3:4                   | Beroe Stara Sagora (I)      |
| 22.10.2020 | Tschernomorez Baltschik (III)   | 1:0                   | Septemwri Sofia (II)        |
| 22.10.2020 | Nadeschda Dobroslawzi (III)     | 0:2                   | FC Botew Wraza (I)          |
| 22.10.2020 | Oborischte Panagjurischte (III) | 0:4                   | Botew Plowdiw (I)           |
| 22.10.2020 | FC Sosopol (II)                 | 0:0 n. V. (2:4 i. E.) | SFK Etar Weliko Tarnowo (I) |
| 03.11.2020 | Sagorez Nowa Sagora (III)       | 3:4 n. V.             | Lokomotive Plowdiw (I)      |
| 04.11.2020 | Spartak Warna (III)             | 1:2                   | Arda Kardschali (I)         |
| 14.11.2020 | FK Botew Ichtiman (III)         | 0:5                   | ZSKA Sofia (I)              |
| 11.02.2021 | FK Sportist Swoge (II)          | 1:3                   | Ludogorez Rasgrad (I)       |
|            | Belasiza Petritsch (III)        | Freilos               |                             |

## Achtelfinale
| Datum      |                             | Ergebnis              |                               |
| ---------- | --------------------------- | --------------------- | ----------------------------- |
| 01.03.2021 | Lokomotive Plowdiw (I)      | 2:1                   | Belasiza Petritsch (III)      |
| 02.03.2021 | SFK Etar Weliko Tarnowo (I) | 0:1                   | Arda Kardschali (I)           |
| 02.03.2021 | ZSKA Sofia (I)              | 3:1                   | Tscherno More Warna (I)       |
| 03.03.2021 | Botew Plowdiw (I)           | 1:2 n. V.             | ZSKA 1948 Sofia (I)           |
| 03.03.2021 | Zarsko Selo Sofia (I)       | 1:2                   | Ludogorez Rasgrad (I)         |
| 03.03.2021 | Lewski Sofia (I)            | 3:1                   | Beroe Stara Sagora (I)        |
| 04.03.2021 | FC Botew Wraza (I)          | 3:0                   | Tschernomorez Baltschik (III) |
| 04.03.2021 | Slawia Sofia (I)            | 1:1 n. V. (5:3 i. E.) | PFK Montana (I)               |

## Viertelfinale
| Datum      |                       | Ergebnis  |                        |
| ---------- | --------------------- | --------- | ---------------------- |
| 16.03.2021 | Ludogorez Rasgrad (I) | 2:1 n. V. | Lokomotive Plowdiw (I) |
| 17.03.2021 | ZSKA 1948 Sofia (I)   | 0:1       | Arda Kardschali (I)    |
| 17.03.2021 | Slawia Sofia (I)      | 2:1       | Lewski Sofia (I)       |
| 18.03.2021 | ZSKA Sofia (I)        | 4:0       | FC Botew Wraza (I)     |

## Halbfinale
| Datum             |                     | Gesamt |                       | Hinspiel | Rückspiel |
| ----------------- | ------------------- | ------ | --------------------- | -------- | --------- |
| 06.04./13.04.2021 | Arda Kardschali (I) | 1:0    | Slawia Sofia (I)      | 0:0      | 1:0       |
| 07.04./14.04.2021 | ZSKA Sofia (I)      | 3:2    | Ludogorez Rasgrad (I) | 1:1      | 2:1       |

## Finale
| Paarung         | Arda Kardschali – ZSKA Sofia |
| Ergebnis        | 0:1 (0:0) |
| Datum           | 19. Mai 2021 |
| Stadion         | Wassil-Lewski-Stadion, Sofia |
| Zuschauer       | 22.000 |
| Schiedsrichter  | Wolen Tschinkow |
| Tore            | 0:1 Bismark Charles (85.) |
| Arda Kardschali | Iwan Karadschow – Dejan Losew, Aleks Petkow, Plamen Krumow , Milen Schelew – Latschesar Kotew, Emil Martinow – Iwan Kokonow, Iwan Tilew, Spas Delew (73. Rumen Rumenow) – Tonislaw Jordanow (83. Juninho) Cheftrainer: Nikolaj Kirow                                                 |
| ZSKA Sofia      | Gustavo Busatto – Iwan Turizow, Jurgen Mattheij, Menno Koch, Bradley Mazikou – Amos Youga – Jerome Sinclair (61. Georgi Jomow), Tiago Rodrigues , Federico Varela (46. Thibaut Vion), Graham Carey (72. Henrique) – Jordy Caicedo (61. Bismark Charles) Cheftrainer: Ljuboslaw Penew |
| Gelbe Karten    | Emil Martinow, Iwan Tilew, Aleks Petkow – Graham Carey, Jurgen Mattheij, Jerome Sinclair, Gustavo Busatto |